# قصعين برغريني
قصعين برغريني (الاسم العلمي:Salvia peregrina) هو نوع من النباتات يتبع جنس القصعين من الفصيلة الشفوية.